# Herpersdorf (Eckental)
Herpersdorf ist ein Gemeindeteil des Marktes Eckental im Landkreis Erlangen-Höchstadt (Mittelfranken, Bayern). Die Gemarkung Herpersdorf hat eine Fläche von 5,781 km². Sie ist in 1101 Flurstücke aufgeteilt, die eine durchschnittliche Flurstücksfläche von 5250,62 m² haben. In ihr liegen neben dem namensgebenden Ort die Gemeindeteile Ebach und Mausgesees.

## Geografie
Das Dorf liegt im Bereich der nördlichen Albrandregion. Es befindet sich etwa 2,5 Kilometer östlich von Eckenhaid. Die südöstlich entspringenden Bäche Krebsbach und Dözlbach vereinigen sich im Ort mit dem von Bullach kommenden Hainbüchachgraben zum Mühlbach, einem Zufluss der Schwabach. Der Dözlbach speist die im Südosten des Ortes gelegenen Mühlweiher. Den nördlichen Ortsrand berührt die Staatsstraße 2236, die von Nordwesten her kommend ostsüdostwärts in Richtung Schnaittach weiterführt. Aus dem Norden, von Benzendorf her, verläuft die Kreisstraße ERH 12 durch den Ort hindurch und in südsüdwestlicher Richtung weiter nach Bullach.

## Geschichte
Herpersdorf wurde 1021 durch bairische Siedler im Rahmen einer von Süden her erfolgenden Kolonisation gegründet. Durch die zu Beginn des 19. Jahrhunderts im Königreich Bayern durchgeführten Verwaltungsreformen wurde der Ort mit dem zweiten Gemeindeedikt eine eigenständige Ruralgemeinde, zu der die beiden Dörfer Ebach und Mausgesees gehörten. Im Zuge der Gebietsreform in Bayern wurde die gesamte Gemeinde Herpersdorf am 1. Januar 1972 zu einem Bestandteil der neu gebildeten Gemeinde Eckental.

## Baudenkmäler

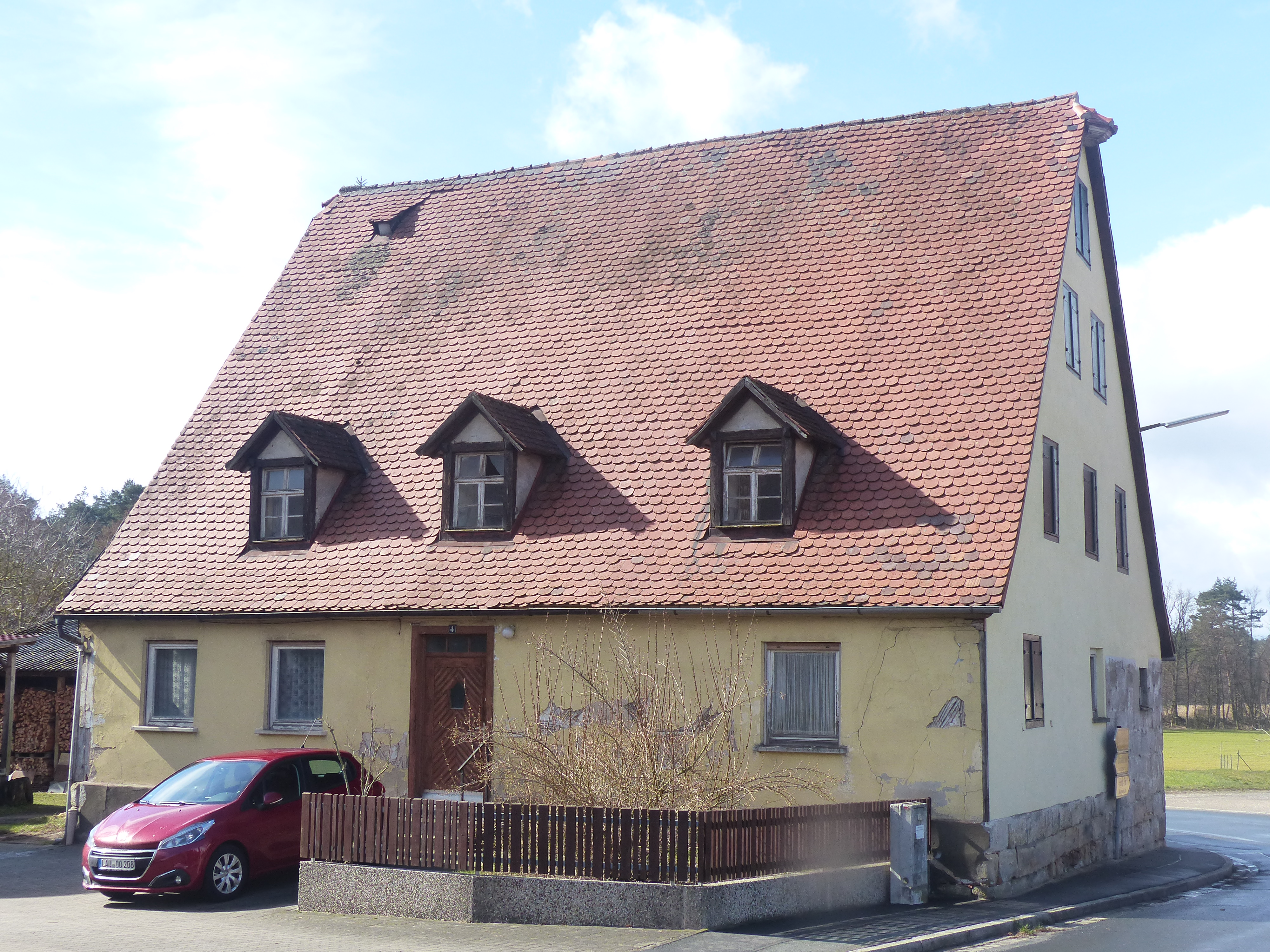
Denkmalgeschütztes Bauernhaus in der Herpersdorfer Hauptstraße

In Herpersdorf befindet sich ein als Baudenkmal ausgewiesenes Bauernhaus mit eingeschossigem giebelständigem Satteldachbau.